# Résolution 663 du Conseil de sécurité des Nations unies
Membres permanents
- Chine
- États-Unis
- France
- Royaume-Uni
- URSS

Membres non permanents
- Canada
- Côte d'Ivoire
- Colombie
- Cuba
- Éthiopie
- Finlande
- Malaisie
- Roumanie
- Yémen
- Zaïre

Résolution no 662 Résolution no 664
La Résolution 663 est une résolution du Conseil de sécurité de l'ONU qui a été votée le 14 août 1990 et qui recommande à l'Assemblée générale d'admettre comme nouveau membre des Nations unies le pays suivant : le Liechtenstein.

## Contexte historique
Le pays est admis à l'ONU le 18 septembre 1990,.

## Texte
- Résolution 663 Sur fr.wikisource.org
- Résolution 663 Sur en.wikisource.org